# Лимера
Лимера́ или Лимерат (фр. Limeyrat) — коммуна во Франции, находится в регионе Аквитания. Департамент — Дордонь. Входит в состав кантона От-Перигор-Нуар. Округ коммуны — Перигё.
Код INSEE коммуны — 24241.

## География

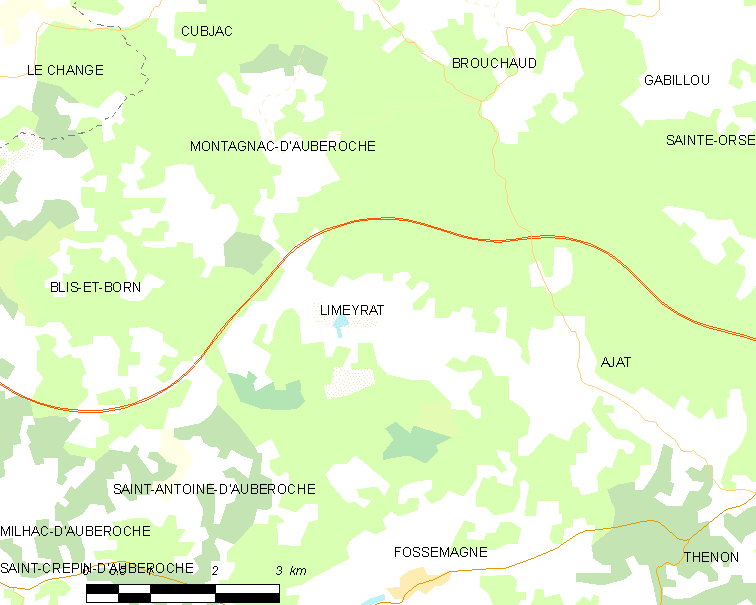
Карта коммуны

Коммуна расположена приблизительно в 430 км к югу от Парижа, в 130 км восточнее Бордо, в 21 км к востоку от Перигё.

### Климат
Климат умеренный океанический со средним уровнем осадков, которые выпадают преимущественно зимой. Лето здесь долгое и тёплое, однако также довольно влажное, здесь не бывает регулярных периодов летней засухи. Средняя температура января — 5 °C, июля — 18 °C. Изредка вследствие стечения неблагоприятных погодных условий может наблюдаться непродолжительная засуха или случаются поздние заморозки. Климат меняется очень часто, как в течение сезона, так и год от года.

## Население
Население коммуны на 2010 год составляло 453 человека.
| 1962 | 1968 | 1975 | 1982 | 1990 | 1999 | 2010 |
| ---- | ---- | ---- | ---- | ---- | ---- | ---- |
| 371  | 343  | 394  | 408  | 427  | 435  | 453  |

## Администрация
| Период | Период | Фамилия              | Партия                  | Примечания        |
| ------ | ------ | -------------------- | ----------------------- | ----------------- |
| 1933   | 1965   | Рене Брасса Лаперьер |                         |                   |
| 1965   | 1965   | Леопольд Мулинье     |                         |                   |
| 1965   | 2001   | Габриэль Мулинье     |                         | фермер, пенсионер |
| 2001   | 2020   | Клод Сотье           | Социалистическая партия | преподаватель     |

## Экономика
В 2010 году среди 284 человек трудоспособного возраста (15-64 лет) 209 были экономически активными, 75 — неактивными (показатель активности — 73,6 %, в 1999 году было 67,5 %). Из 209 активных жителей работали 181 человек (100 мужчин и 81 женщина), безработных было 28 (14 мужчин и 14 женщин). Среди 75 неактивных 22 человека были учениками или студентами, 31 — пенсионерами, 22 были неактивными по другим причинам.

## Достопримечательности
- Церковь Св. Илария[фр.] (XII век). Исторический памятник с 1903 года[6]
- Замок Этан (XIX век)[7]
- Дольмен Перлевад, или Пер-Левад (эпоха неолита). Исторический памятник с 1980 года[8]

## Фотогалерея

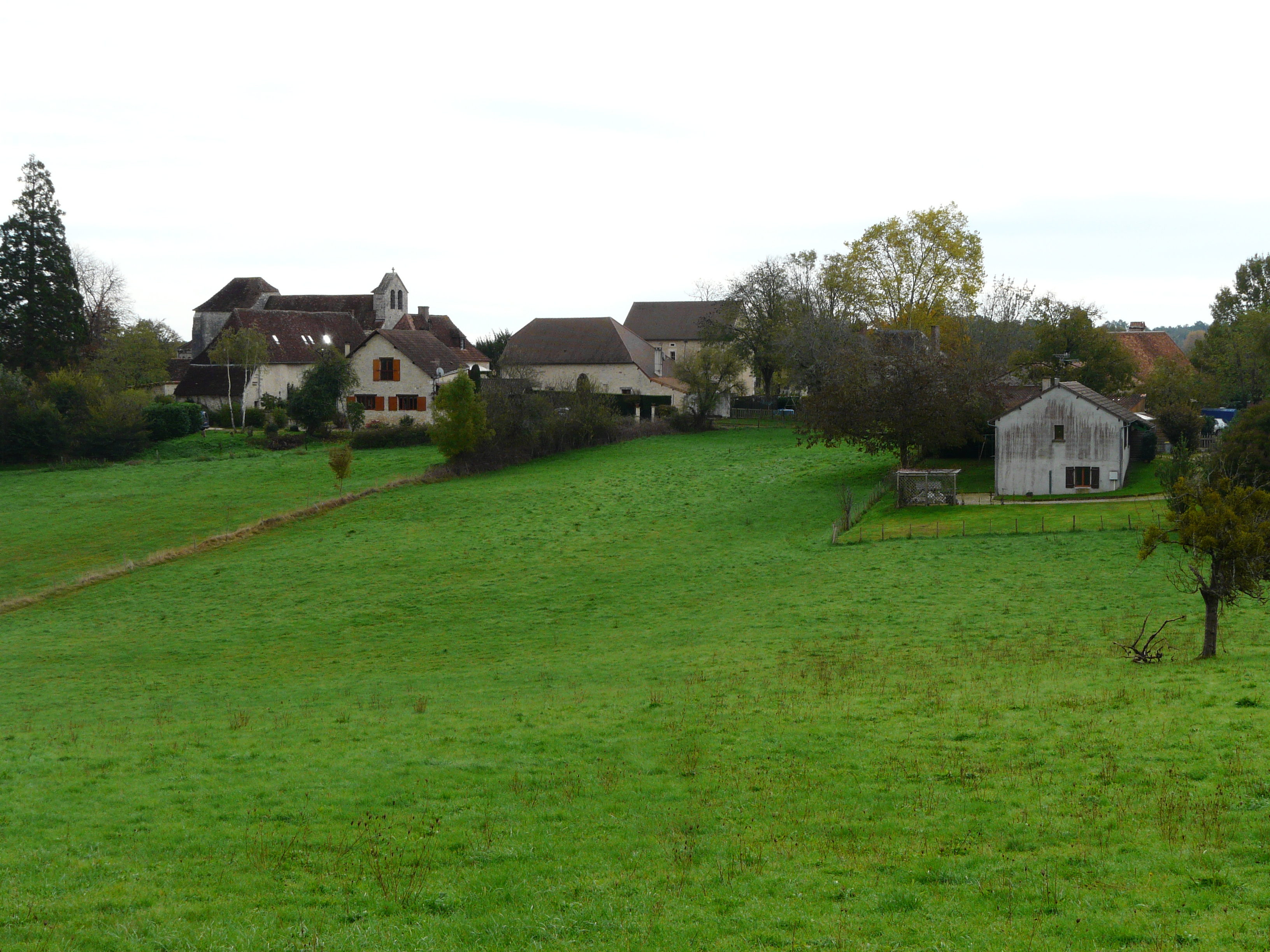
Ламера
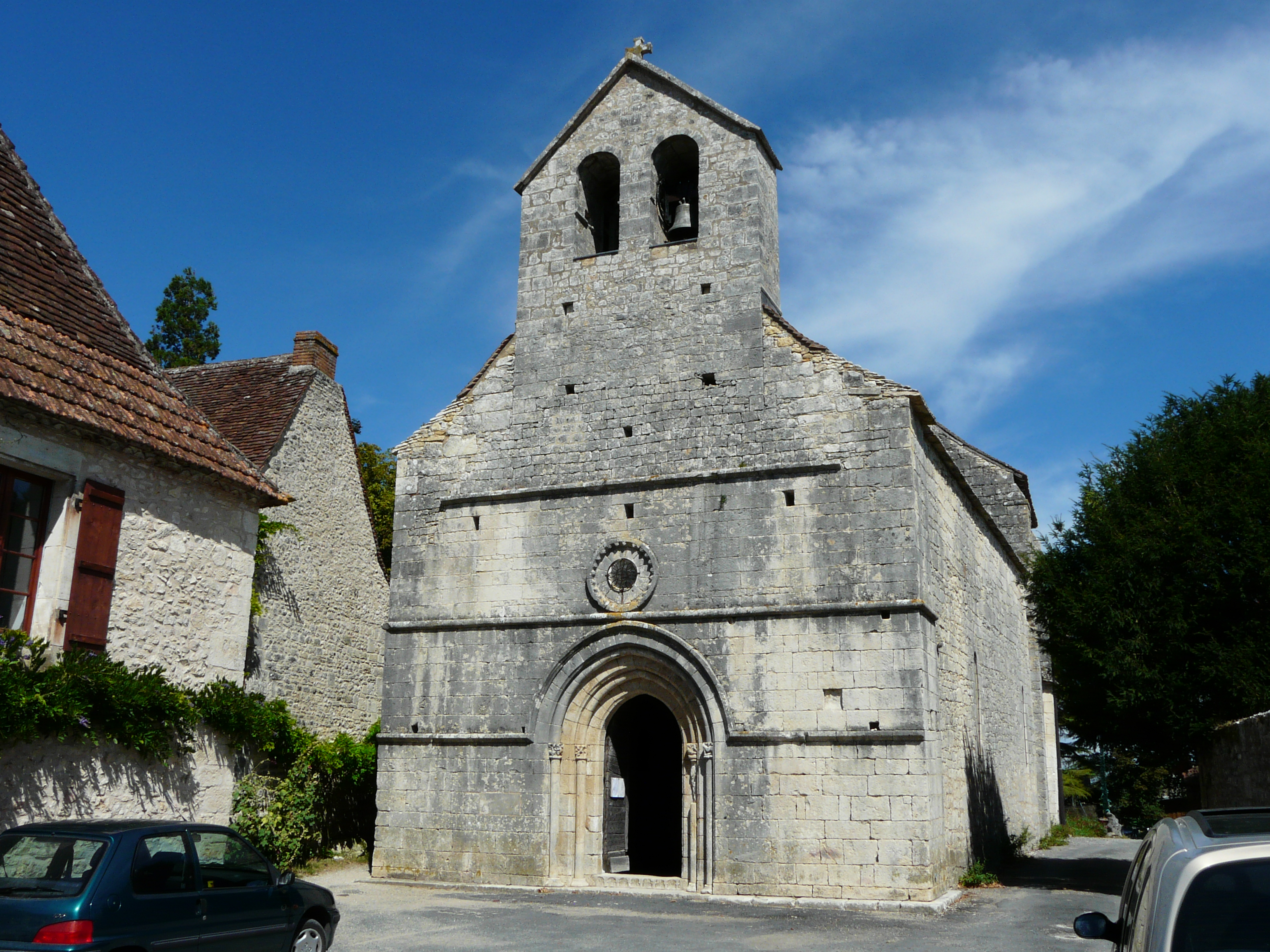
Церковь Св. Илария
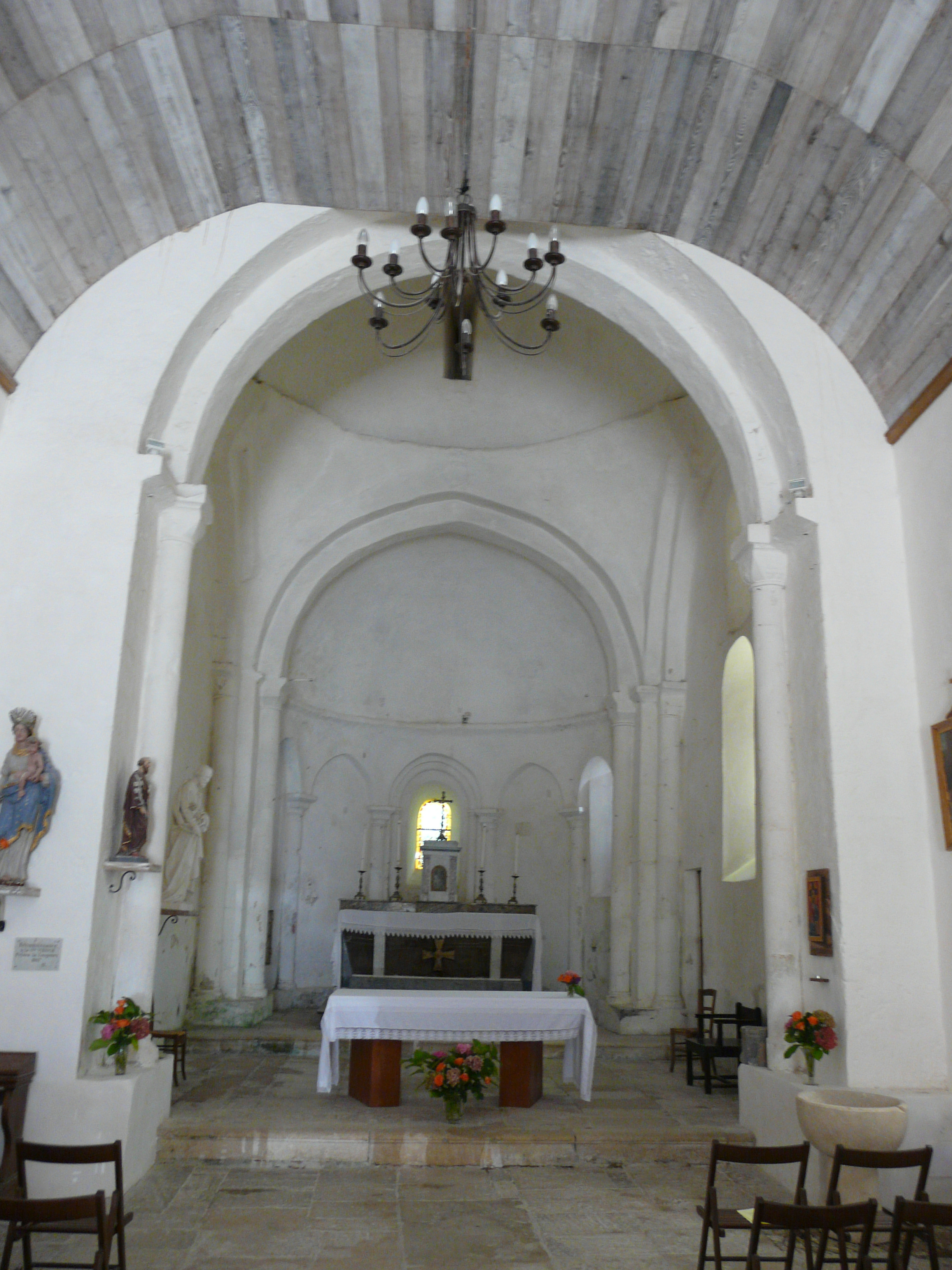
Интерьер церкви Св. Илария
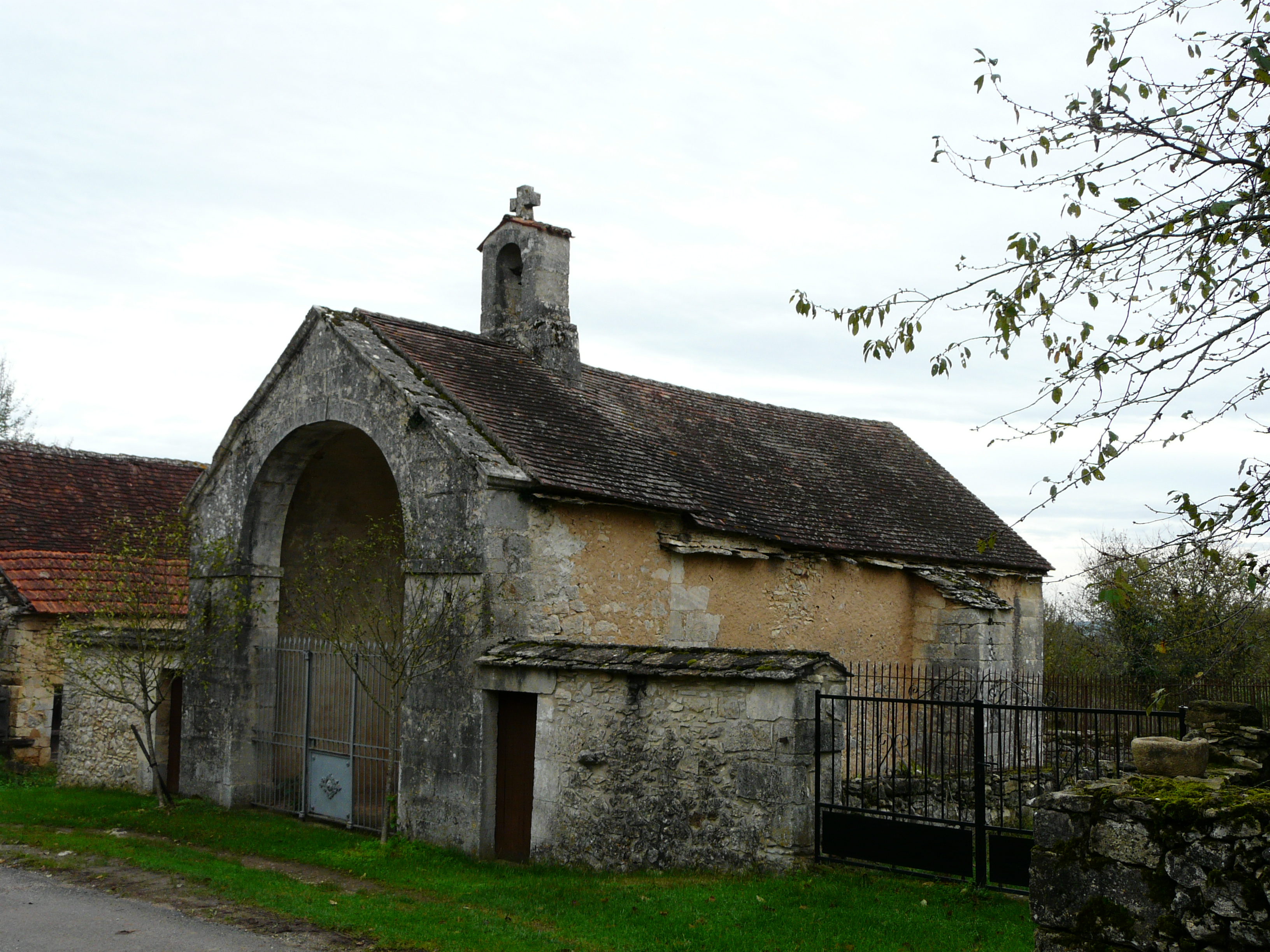
Часовня
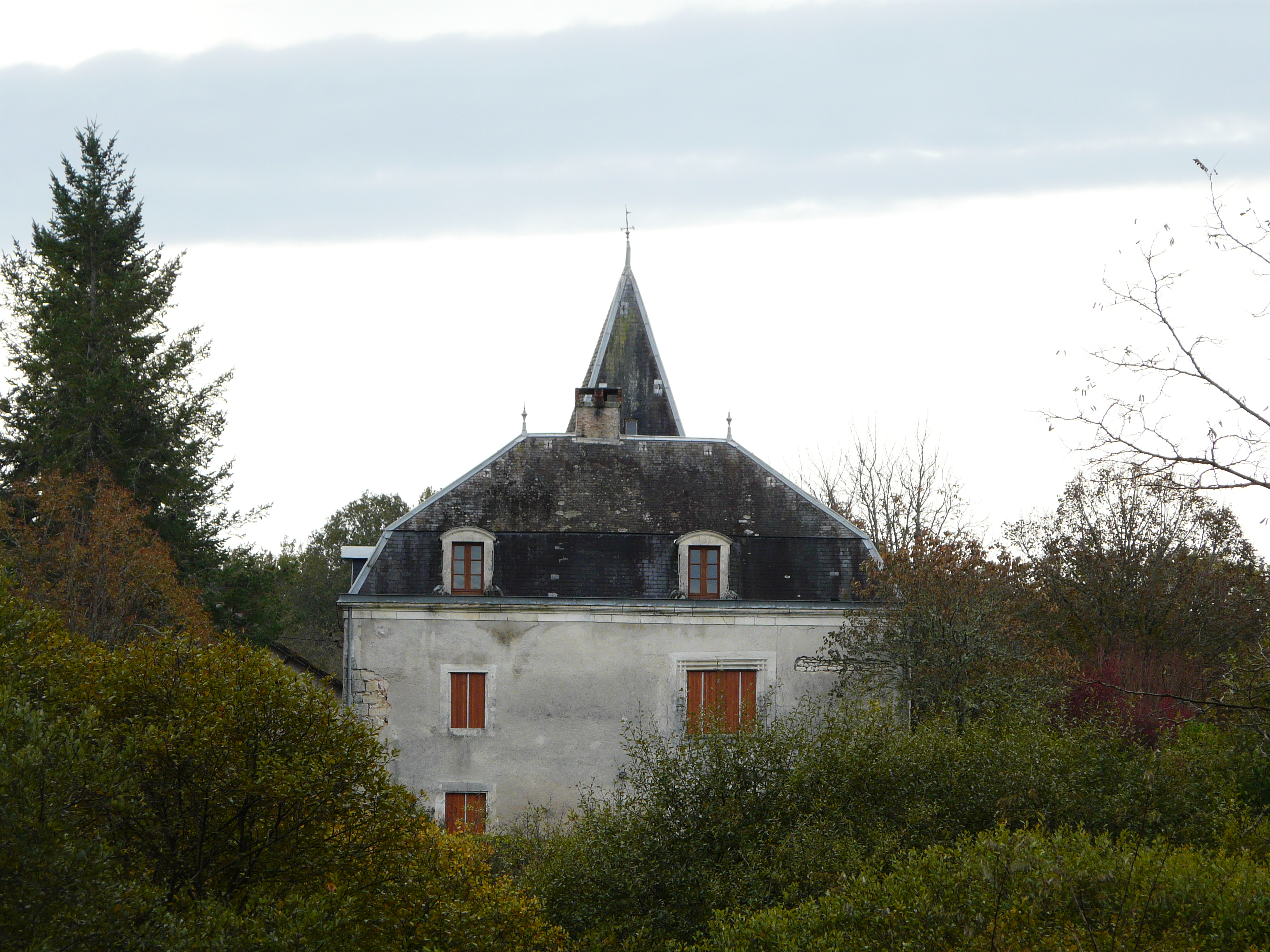
Замок Этан
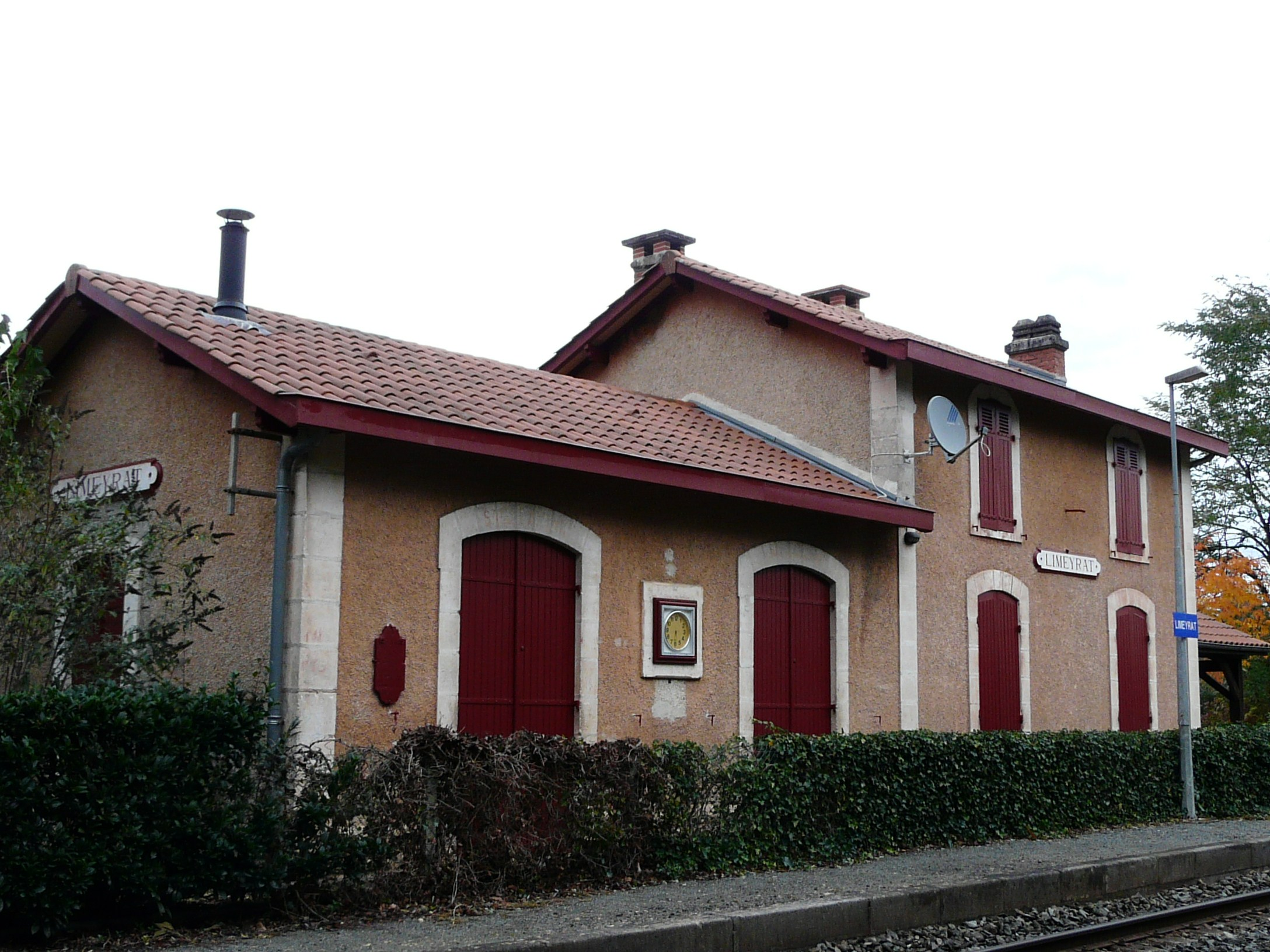
Вокзал
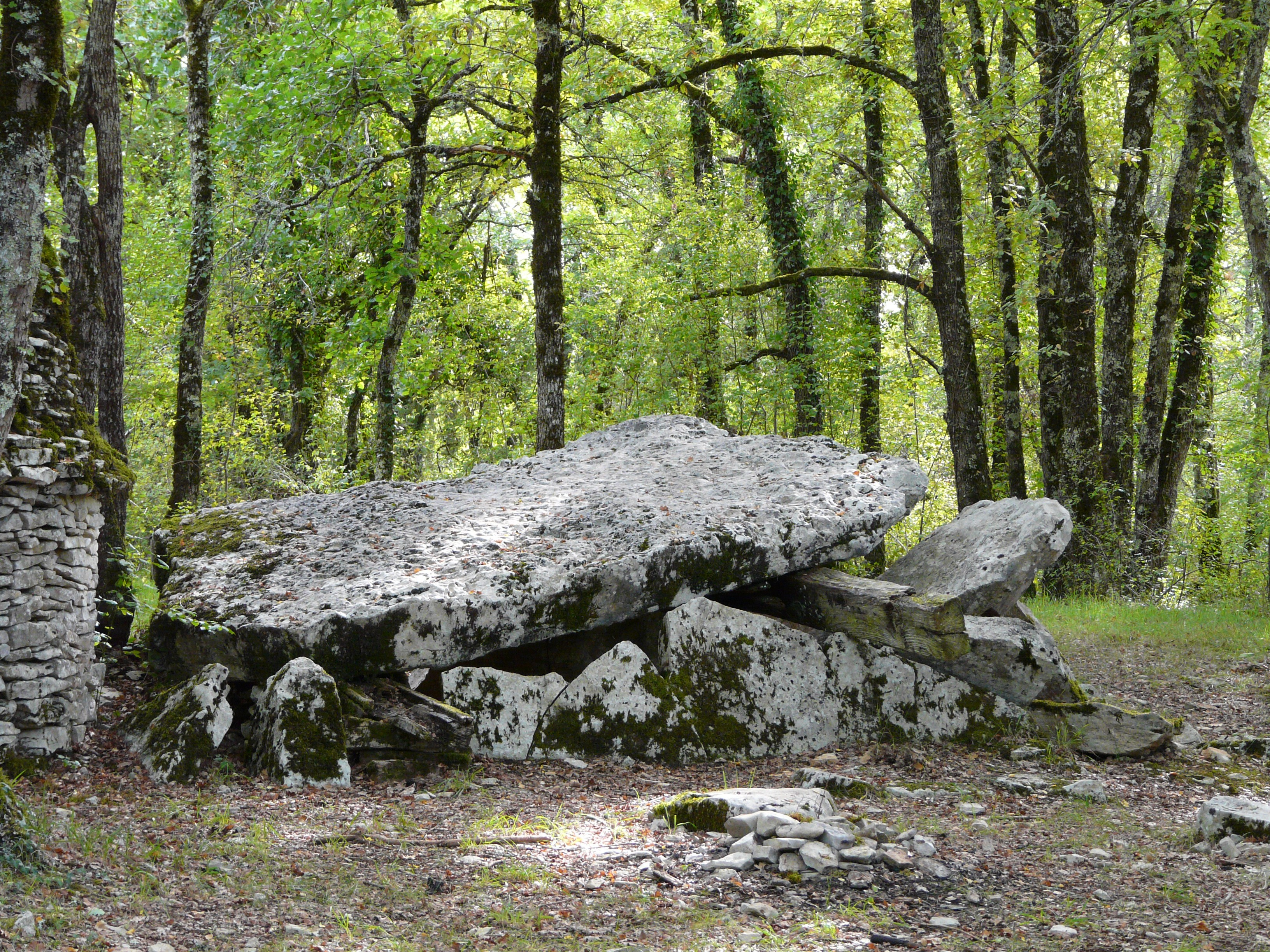
Дольмен Перлевад